# Drum național 29C
Der Drum național 29C (rumänisch für „Nationalstraße 29C“; kurz DN29C) ist eine Hauptstraße in Rumänien.

## Verlauf
Die Straße zweigt rund 10 km westlich der Kreishauptstadt Botoșani bei dem Dorf Cervicești vom Drum național 29B nach Westen ab und verläuft über Bucecea und Vârfu Câmpului, wo sie den Drum național 29A kreuzt, parallel zum Fluss Sereth bis zur Stadt Siret, wo sie auf den Drum național 2 (zugleich Europastraße 85) trifft, der rund 4 km weiter nördlich die Grenze zur Ukraine überschreitet.
Die Länge der Straße beträgt rund 46 km.